# Offend Maggie
Offend Maggie — девятый студийный альбом американской инди-рок группы Deerhoof из Сан-Франциско (штат Калифорния). Он был выпущен 7 октября 2008 года на лейблах Kill Rock Stars.
Летом группа выложила в сеть ноты песни «Fresh Born» и предложила фанатам записать собственную версию. Заглавный трек транслировался на сайте лейбла, а Wired транслировал короткие клипы на различные песни с альбома.

## Отзывы
| Совокупная оценка | Совокупная оценка |
| Источник          | Оценка            |
| ----------------- | ----------------- |
| Metacritic        | 80/100            |
| Оценки критиков   |                   |
| Источник          | Оценка            |
| AllMusic          | [ 6 ]             |
| InYourSpeakers    | (mixed)           |
| JustPressPlay     | 7/10              |
| PopMatters        | 8/10              |
| Pitchfork Media   | 7.6/10            |
| Punknews          | [ 11 ]            |
| Rolling Stone     | [ 12 ]            |
| Stereo Subversion | 8/10              |
| The Big Issue     | [ 14 ]            |
| This Is Fake DIY  | 8/10              |
| Tiny Mix Tapes    | [ 16 ]            |

Альбом получил положительные отзывы музыкальных критиков. Хизер Фарес из AllMusic отметил, что «Более обширный, чем Friend Opportunity, но не такой размашистый, как The Runners Four, Offend Maggie является одним из самых сбалансированных альбомов Deerhoof. Хотя Offend Maggie не так кардинально отличается от того, что было до него, как Friend Opportunity и The Runners Four, его более тонкие изменения и проработки делают его далеко не предсказуемым — в остальном это ещё один стабильно интересный альбом Deerhoof». Большинство критиков отметили переход группы к более зрелому, ориентированному на гитару рок-звучанию — «Альбом полностью состоит из ладов, без печатной платы, и так он чувствует себя наиболее комфортно».

## Список композиций
| №                   | Название                           | Длительность |
| ------------------- | ---------------------------------- | ------------ |
| 1.                  | «The Tears and Music of Love»      | 3:58         |
| 2.                  | «Chandelier Searchlight»           | 3:31         |
| 3.                  | «Buck and Judy»                    | 3:25         |
| 4.                  | «Snoopy Waves»                     | 2:05         |
| 5.                  | «Offend Maggie»                    | 2:02         |
| 6.                  | «Basket Ball Get Your Groove Back» | 2:36         |
| 7.                  | «Don't Get Born»                   | 0:49         |
| 8.                  | «My Purple Past»                   | 3:49         |
| 9.                  | «Family of Others»                 | 2:47         |
| 10.                 | «Fresh Born»                       | 3:35         |
| 11.                 | «Eaguru Guru»                      | 4:00         |
| 12.                 | «This Is God Speaking»             | 1:15         |
| 13.                 | «Numina O»                         | 3:40         |
| 14.                 | «Jagged Fruit»                     | 5:49         |
| Общая длительность: | Общая длительность:                | 43:21        |

### Виниловое издание
| №                   | Название                      | Длительность |
| ------------------- | ----------------------------- | ------------ |
| 1.                  | «Offend Maggie»               | 2:02         |
| 2.                  | «Fresh Born»                  | 3:35         |
| 3.                  | «Chandelier Searchlight»      | 3:31         |
| 4.                  | «The Tears and Music of Love» | 3:58         |
| 5.                  | «Buck and Judy»               | 3:25         |
| 6.                  | «Don't Get Born»              | 0:49         |
| 7.                  | «My Purple Past»              | 3:49         |
| Общая длительность: | Общая длительность:           | 21:09        |

| №                   | Название                           | Длительность |
| ------------------- | ---------------------------------- | ------------ |
| 1.                  | «Basket Ball Get Your Groove Back» | 2:36         |
| 2.                  | «Numina O»                         | 3:40         |
| 3.                  | «This is God Speaking»             | 1:15         |
| 4.                  | «Eaguru Guru»                      | 4:00         |
| 5.                  | «Snoopy Waves»                     | 2:05         |
| 6.                  | «Jagged Fruit»                     | 5:49         |
| 7.                  | «Family of Others»                 | 2:47         |
| Общая длительность: | Общая длительность:                | 22:12        |